# 張嘉軒
張 嘉軒（ちょう かけん、簡体字: 张 嘉轩; 拼音: Zhāng Jiāxuǎn、2007年8月17日 - ）は、黒竜江省チチハル市出身の女性フィギュアスケート選手（女子シングル、ペア）。パートナーは黄一航。元パートナーは王志宇。

## 略歴
2014年よりフィギュアスケートを開始、当初はシングル選手であったが、2019年より王志宇とカップルを結成、コーチは欒波。カップル結成から僅か半年の十四冬予選会で六位となり出場権を獲得。2020年中国ジュニアフィギュアスケート選手権では5位となったが、2019/20年シーズン終了と共にカップルを解散した。
2022/23年シーズンより黄一航とカップル結成、2023年中国フィギュアスケート選手権で準優勝を獲得した。
2024/25年シーズンからジュニアグランプリシリーズに参戦、ラトビア大会、ポーランド大会で優勝し、JGPファイナルへ進出、優勝した。

## 主な戦績
- 2019-2020シーズンは王志宇とカップル
- 2022-2023シーズンからは黄一航とカップル

### 黄一航とのカップル
| 国際大会           | 国際大会 | 国際大会 | 国際大会 | 国際大会 |
| 大会\年            | 2022 -23 | 2023 -24 | 2024 -25 | 2025 -26 |
| ------------------ | -------- | -------- | -------- | -------- |
| 世界Jr.選手権      |          |          | 5        |          |
| JGPファイナル      |          |          | 1        |          |
| JGPソリダリティ杯  |          |          | 1        |          |
| JGPリガ杯          |          |          | 1        |          |
| アジアフィギュア杯 |          |          |          | 1        |
| 国内大会           |          |          |          |          |
| 中国選手権         | 3        | 2        | 1        |          |

### 王志宇とのカップル
| 国内大会       | 国内大会 |
| 大会\年        | 2019 -20 |
| -------------- | -------- |
| 中国選手権     | 5 J      |
| J=ジュニア部門 |          |

### 女子シングル
| 国内大会       | 国内大会 |
| 大会\年        | 2019 -20 |
| -------------- | -------- |
| 中国選手権     | 5 J      |
| J=ジュニア部門 |          |

マークが付いている大会はISU公認の国際大会。

## 脚註
1. ↑  “齐齐哈尔冬季运动花样滑冰队：争分夺秒重回巅峰”.   中国網体育 (2020年4月7日). 2025年4月19日閲覧。
2. ↑  “花滑组合张嘉轩/黄一航总跟难度动作较真”. 国家体育総局.   中国体育報 (2024年12月27日). 2025年4月19日閲覧。